# Jan Tops
Johannes Augustinus Petrus Tops, detto Jan (5 aprile 1961), è un cavaliere olandese.

## Palmarès

### Olimpiadi
- 1 medaglia:
  - 1 oro (Barcellona 1992 nel salto a squadre)

### Europei
- 3 medaglie:
  - 1 oro (La Baule 1991 nel salto a squadre)
  - 1 argento (Mannheim 1997 nel salto a squadre)
  - 1 bronzo (Hickstead 1999 nel salto a squadre)